# Kvalspelet till världsmästerskapet i fotboll 1962 (Conmebol)
CONMEBOL-kvalspelet till världsmästerskapet i fotboll 1962 var fotbollskonfederationen CONMEBOL (Sydamerika) kvaltävlingar till världsmästerskapet i fotboll 1962 i Chile. Sex av tio CONMEBOL-medlemmar tävlade om tre direktplatser till mästerskapet. Kvalet avgjordes under perioden 4 december 1960–30 juli 1961.

## Resultat

### Grupp 11
| Nr | Grupp 11 ( ) | S | V | O | F | GM | IM | MS | P |
| -- | ------------ | - | - | - | - | -- | -- | -- | - |
| 1  | Argentina    | 2 | 2 | 0 | 0 | 11 | 3  | +8 | 4 |
| 2  | Ecuador      | 2 | 0 | 0 | 2 | 3  | 11 | −8 | 0 |

|  | 17 december 1960 | Argentina | 5 – 0   | Ecuador |                                                              |                                                              |
|  |                  | Romulo Gómez 6′ (sjm.) José Sanfilippo 53′ Omar Oreste Corbatta 55′ (str.) Rubén Héctor Sosa 75′ Martín Pando 89′ | (1 – 0) |         | Buenos Aires, Argentina Domare: Carlos Robles Robles (Chile) | Buenos Aires, Argentina Domare: Carlos Robles Robles (Chile) |
|  |                  | |         |         | Buenos Aires, Argentina Domare: Carlos Robles Robles (Chile) | Buenos Aires, Argentina Domare: Carlos Robles Robles (Chile) |
|  |                  | |         |         | Buenos Aires, Argentina Domare: Carlos Robles Robles (Chile) | Buenos Aires, Argentina Domare: Carlos Robles Robles (Chile) |

### Grupp 12
| Nr | Grupp 12 ( ) | S | V | O | F | GM | IM | MS | P |
| -- | ------------ | - | - | - | - | -- | -- | -- | - |
| 1  | Uruguay      | 2 | 1 | 1 | 0 | 3  | 2  | +1 | 3 |
| 2  | Bolivia      | 2 | 0 | 1 | 1 | 2  | 3  | −1 | 1 |

|  | 15 juli 1961 | Bolivia            | 1 – 1   | Uruguay          |                                                      |                                                      |
|  |              | Máximo Alcócer 54′ | (0 – 1) | Luis Cubilla 23′ | La Paz, Bolivia Domare: Carlos Robles Robles (Chile) | La Paz, Bolivia Domare: Carlos Robles Robles (Chile) |
|  |              |                    |         |                  | La Paz, Bolivia Domare: Carlos Robles Robles (Chile) | La Paz, Bolivia Domare: Carlos Robles Robles (Chile) |
|  |              |                    |         |                  | La Paz, Bolivia Domare: Carlos Robles Robles (Chile) | La Paz, Bolivia Domare: Carlos Robles Robles (Chile) |

|  | 30 juli 1961 | Uruguay                                       | 2 – 1   | Bolivia              |                                                          |                                                          |
|  |              | Ángel Rubén Cabrera 3′ Guillermo Escalada 39′ | (2 – 0) | Wilfredo Camacho 65′ | Montevideo, Uruguay Domare: Carlos Robles Robles (Chile) | Montevideo, Uruguay Domare: Carlos Robles Robles (Chile) |
|  |              |                                               |         |                      | Montevideo, Uruguay Domare: Carlos Robles Robles (Chile) | Montevideo, Uruguay Domare: Carlos Robles Robles (Chile) |
|  |              |                                               |         |                      | Montevideo, Uruguay Domare: Carlos Robles Robles (Chile) | Montevideo, Uruguay Domare: Carlos Robles Robles (Chile) |

### Grupp 13
| Nr | Grupp 13 ( ) | S | V | O | F | GM | IM | MS | P |
| -- | ------------ | - | - | - | - | -- | -- | -- | - |
| 1  | Colombia     | 2 | 1 | 1 | 0 | 2  | 1  | +1 | 3 |
| 2  | Peru         | 2 | 0 | 1 | 1 | 1  | 2  | −1 | 1 |

|  | 30 april 1961 | Colombia            | 1 – 0   | Peru |                                                          |                                                          |
|  |               | Eusebio Escobar 26′ | (1 – 0) |      | Bogotá, Colombia Domare: Jose Luis Praddaude (Argentina) | Bogotá, Colombia Domare: Jose Luis Praddaude (Argentina) |
|  |               |                     |         |      | Bogotá, Colombia Domare: Jose Luis Praddaude (Argentina) | Bogotá, Colombia Domare: Jose Luis Praddaude (Argentina) |
|  |               |                     |         |      | Bogotá, Colombia Domare: Jose Luis Praddaude (Argentina) | Bogotá, Colombia Domare: Jose Luis Praddaude (Argentina) |

|  | 7 maj 1961 | Peru                | 1 – 1   | Colombia            |                                             |                                             |
|  |            | Faustino Delgado 2′ | (1 – 0) | Héctor González 68′ | Lima, Peru Domare: Esteban Marino (Uruguay) | Lima, Peru Domare: Esteban Marino (Uruguay) |
|  |            |                     |         |                     | Lima, Peru Domare: Esteban Marino (Uruguay) | Lima, Peru Domare: Esteban Marino (Uruguay) |
|  |            |                     |         |                     | Lima, Peru Domare: Esteban Marino (Uruguay) | Lima, Peru Domare: Esteban Marino (Uruguay) |